# Australian Open 2001
Die Australian Open 2001 fanden im Januar 2001 in Melbourne statt.
Titelverteidiger im Einzel waren Andre Agassi bei den Herren sowie Lindsay Davenport bei den Damen. Im Herrendoppel waren dies Ellis Ferreira und Rick Leach, im Damendoppel Lisa Raymond und Rennae Stubbs, die zusammen mit Jared Palmer auch Titelverteidigerin im Mixed war.
Das Finale im Herreneinzel gewann Andre Agassi in drei Sätzen gegen Arnaud Clément. Im Dameneinzel konnte sich Jennifer Capriati im Endspiel gegen Martina Hingis durchsetzen, sie gewann damit ihren ersten Grand-Slam-Titel. Im Herrendoppel gewann Jonas Björkman an der Seite von Todd Woodbridge, das Damendoppel gewannen die Williams-Schwestern Serena und Venus Williams. Das Finale im Mixed konnten Corina Morariu und Ellis Ferreira für sich entscheiden.

## Herreneinzel

### Setzliste
| Nr. | Spieler            | Erreichte Runde |
| --- | ------------------ | --------------- |
| 01. | Gustavo Kuerten    | 2. Runde        |
| 02. | Marat Safin        | Achtelfinale    |
| 03. | Pete Sampras       | Achtelfinale    |
| 04. | Magnus Norman      | Achtelfinale    |
| 05. | Jewgeni Kafelnikow | Viertelfinale   |
| 06. | Andre Agassi       | Sieg            |
| 07. | Lleyton Hewitt     | 3. Runde        |
| 08. | Tim Henman         | Achtelfinale    |

| Nr. | Spieler             | Erreichte Runde |
| --- | ------------------- | --------------- |
| 09. | Juan Carlos Ferrero | 2. Runde        |
| 10. | Wayne Ferreira      | 3. Runde        |
| 11. | Franco Squillari    | 2. Runde        |
| 12. | Patrick Rafter      | Halbfinale      |
| 13. | Cédric Pioline      | 3. Runde        |
| 14. | Dominik Hrbatý      | Viertelfinale   |
| 15. | Arnaud Clément      | Finale          |
| 16. | Sébastien Grosjean  | Halbfinale      |

## Dameneinzel

### Setzliste
| Nr. | Spielerin         | Erreichte Runde |
| --- | ----------------- | --------------- |
| 01. | Martina Hingis    | Finale          |
| 02. | Lindsay Davenport | Halbfinale      |
| 03. | Venus Williams    | Halbfinale      |
| 04. | Monica Seles      | Viertelfinale   |
| 05. | Conchita Martínez | 2. Runde        |
| 06. | Serena Williams   | Viertelfinale   |
| 07. | Mary Pierce       | 3. Runde        |
| 08. | Anna Kurnikowa    | Viertelfinale   |

| Nr. | Spielerin         | Erreichte Runde |
| --- | ----------------- | --------------- |
| 09. | Jelena Dementjewa | 3. Runde        |
| 10. | Amanda Coetzer    | Viertelfinale   |
| 11. | Chanda Rubin      | 1. Runde        |
| 12. | Jennifer Capriati | Sieg            |
| 13. | Amélie Mauresmo   | Achtelfinale    |
| 14. | Sandrine Testud   | 3. Runde        |
| 15. | Kim Clijsters     | Achtelfinale    |
| 16. | Amy Frazier       | 2. Runde        |

## Herrendoppel

### Setzliste
| Nr. | Paarung                           | Erreichte Runde |
| --- | --------------------------------- | --------------- |
| 01. | Daniel Nestor Sandon Stolle       | Viertelfinale   |
| 02. | Ellis Ferreira David Rikl         | 2. Runde        |
| 03. | Wayne Ferreira Jewgeni Kafelnikow | Achtelfinale    |
| 04. | Jonas Björkman Todd Woodbridge    | Sieg            |
| 05. | Sébastien Lareau Alex O’Brien     | Achtelfinale    |
| 06. | Nicklas Kulti Maks Mirny          | 2. Runde        |
| 07. | Donald Johnson Piet Norval        | 1. Runde        |
| 08. | Roger Federer Dominik Hrbatý      | 1. Runde        |

| Nr. | Paarung                          | Erreichte Runde |
| --- | -------------------------------- | --------------- |
| 09. | David Adams Martín García        | Achtelfinale    |
| 10. | Joshua Eagle Andrew Florent      | Viertelfinale   |
| 11. | Wayne Arthurs Nenad Zimonjić     | Halbfinale      |
| 12. | Wayne Black Kevin Ullyett        | Viertelfinale   |
| 13. | Michael Hill Jeff Tarango        | Achtelfinale    |
| 14. | Byron Black David Prinosil       | Finale          |
| 15. | Justin Gimelstob Scott Humphries | Halbfinale      |
| 16. | Simon Aspelin Robbie Koenig      | 1. Runde        |

## Damendoppel

### Setzliste
| Nr. | Paarung                             | Erreichte Runde |
| --- | ----------------------------------- | --------------- |
| 01. | Lisa Raymond Rennae Stubbs          | 1. Runde        |
| 02. | Nicole Arendt Ai Sugiyama           | Halbfinale      |
| 03. | Anna Kurnikowa Barbara Schett       | Viertelfinale   |
| 04. | Virginia Ruano Pascual Paola Suárez | Viertelfinale   |
| 05. | Mary Pierce Sandrine Testud         | Achtelfinale    |
| 06. | Cara Black Jelena Lichowzewa        | 2. Runde        |
| 07. | Lindsay Davenport Corina Morariu    | Finale          |
| 08. | Els Callens Anne-Gaëlle Sidot       | 2. Runde        |

| Nr. | Paarung                             | Erreichte Runde |
| --- | ----------------------------------- | --------------- |
| 09. | Alexandra Fusai Rita Grande         | Viertelfinale   |
| 10. | Conchita Martínez Patricia Tarabini | 1. Runde        |
| 11. | Nicole Pratt Meghann Shaughnessy    | Viertelfinale   |
| 12. | Tina Križan Irina Seljutina         | 2. Runde        |
| 13. | Kimberly Po Magüi Serna             | Achtelfinale    |
| 14. | Kristie Boogert Miriam Oremans      | Achtelfinale    |
| 15. | Karina Habšudová Sonya Jeyaseelan   | 1. Runde        |
| 16. | Kim Clijsters Laurence Courtois     | Achtelfinale    |

## Mixed

### Setzliste
| Nr. | Paarung                       | Erreichte Runde |
| --- | ----------------------------- | --------------- |
| 01. | Todd Woodbridge Rennae Stubbs | Halbfinale      |
| 02. | Maks Mirny Anna Kurnikowa     | 1. Runde        |
| 03. | Ellis Ferreira Corina Morariu | Sieg            |
| 04. | Joshua Eagle Barbara Schett   | Finale          |

| Nr. | Paarung                            | Erreichte Runde |
| --- | ---------------------------------- | --------------- |
| 05. | Martín Alberto García Paola Suárez | 1. Runde        |
| 06. | Donald Johnson Kimberly Po         | 1. Runde        |
| 07. | Mahesh Bhupathi Ai Sugiyama        | Achtelfinale    |
| 08. | Nicklas Kulti Åsa Carlsson         | 1. Runde        |

## Junioreneinzel

### Setzliste
| Nr. | Spieler          | Erreichte Runde |
| --- | ---------------- | --------------- |
| 01. | Janko Tipsarević | Sieg            |
| 02. | Roman Valent     | Viertelfinale   |
| 03. | Lu Yen-hsun      | 1. Runde        |
| 04. | Ytai Abougzir    | Viertelfinale   |
| 05. | Wang Yeu-tzuoo   | Finale          |
| 06. | Simon Stadler    | Viertelfinale   |
| 07. | Luciano Vitullo  | Viertelfinale   |
| 08. | Michal Kokta     | Halbfinale      |

| Nr. | Spieler           | Erreichte Runde |
| --- | ----------------- | --------------- |
| 09. | Matthew Emery     | 1. Runde        |
| 10. | Santiago González | Achtelfinale    |
| 11. | Darko Madjarovski | 2. Runde        |
| 12. | Robin Söderling   | Achtelfinale    |
| 13. | Benjamin Balleret | Achtelfinale    |
| 14. | Todd Reid         | Achtelfinale    |
| 15. | Gilles Müller     | Halbfinale      |
| 16. | Daniel Köllerer   | 1. Runde        |

## Juniorendoppel

### Setzliste
| Nr. | Paarung                           | Erreichte Runde |
| --- | --------------------------------- | --------------- |
| 01. | Darko Mađarovski Janko Tipsarević | Achtelfinale    |
| 02. | Dušan Karol Michal Kokta          | Viertelfinale   |
| 03. | Adam Kennedy Todd Reid            | Achtelfinale    |
| 04. | Lu Yen-hsun Wang Yeu-tzuoo        | Achtelfinale    |

| Nr. | Paarung                          | Erreichte Runde |
| --- | -------------------------------- | --------------- |
| 05. | Matthew Emery Jason Zimmermann   | 1. Runde        |
| 06. | Frank Dancevic Giovanni Lapentti | Finale          |
| 07. | Prakash Amritraj Lester Cook     | Achtelfinale    |
| 08. | Stéphane Bohli Roman Valent      | Achtelfinale    |

## Juniorinneneinzel

### Setzliste
| Nr. | Spielerin                  | Erreichte Runde |
| --- | -------------------------- | --------------- |
| 01. | Jelena Janković            | Sieg            |
| 02. | Marion Bartoli             | Achtelfinale    |
| 03. | Lenka Dlhopolcová          | Viertelfinale   |
| 04. | Ashley Harkleroad          | Halbfinale      |
| 05. | Claudine Schaul            | Viertelfinale   |
| 06. | Sofia Arvidsson            | Finale          |
| 07. | Sunitha Rao                | Halbfinale      |
| 08. | Barbora Záhlavová-Strýcová | 2. Runde        |

| Nr. | Spielerin                | Erreichte Runde |
| --- | ------------------------ | --------------- |
| 09. | Swetlana Kusnezowa       | Achtelfinale    |
| 10. | Maria-Jose Lopez-Herrera | 1. Runde        |
| 11. | Monika Schneider         | 2. Runde        |
| 12. | Petra Cetkovská          | 2. Runde        |
| 13. | Angelique Widjaja        | Achtelfinale    |
| 14. | Samantha Stosur          | Achtelfinale    |
| 15. | Jane O’Donoghue          | Achtelfinale    |
| 16. | Hsieh Su-wei             | Viertelfinale   |

## Juniorinnendoppel

### Setzliste
| Nr. | Paarung                          | Erreichte Runde |
| --- | -------------------------------- | --------------- |
| 01. | Petra Cetkovská Barbora Strýcová | Sieg            |
| 02. | Dea Sumantri Angelique Widjaja   | Viertelfinale   |
| 03. | Sofia Arvidsson Jaslyn Hewitt    | 1. Runde        |
| 04. | Tanner Cochran Sunitha Rao       | Viertelfinale   |

| Nr. | Paarung                                  | Erreichte Runde |
| --- | ---------------------------------------- | --------------- |
| 05. | Ashley Harkleroad Katarina Kachlikova    | Viertelfinale   |
| 06. | Chan Chin-wei Chuang Chia-jung           | 1. Runde        |
| 07. | Boglarka Berecz Maria-Jose Lopez-Herrera | 1. Runde        |
| 08. | Yauheniya Subbotsina Marianna Yuferova   | Achtelfinale    |